# Электродинамика

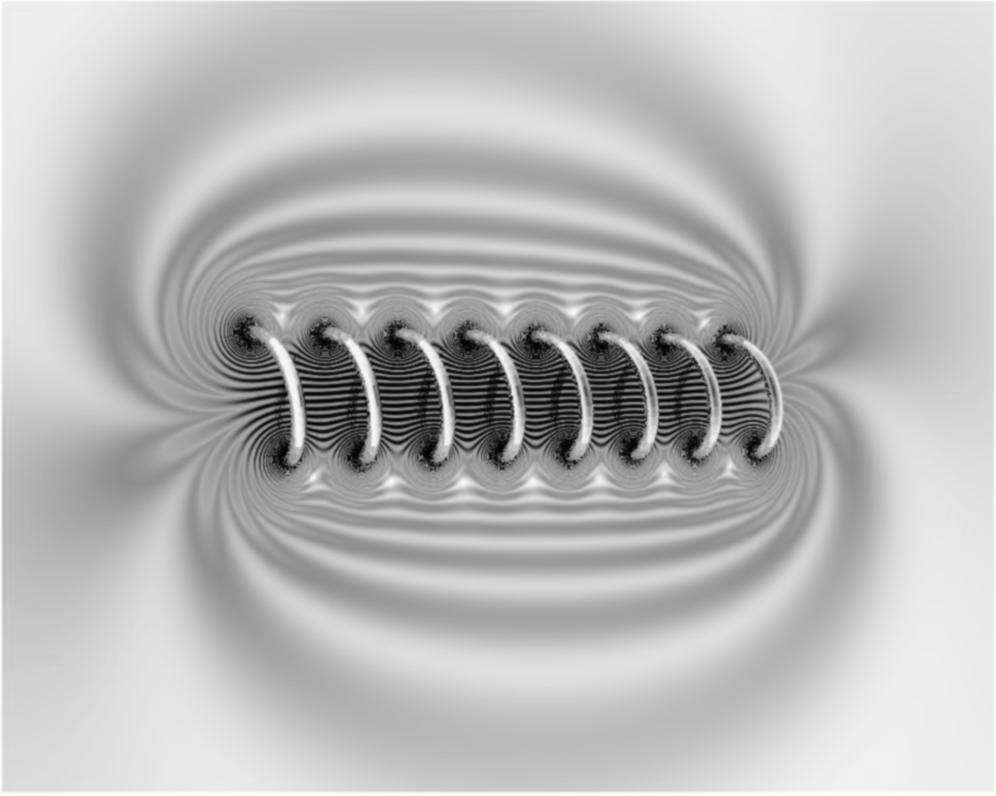
Визуализация магнитного поля соленоида

Электродина́мика — раздел физики, изучающий электромагнитное поле в наиболее общем случае (то есть, рассматриваются переменные поля, зависящие от времени) и его взаимодействие с телами, имеющими электрический заряд (электромагнитное взаимодействие). Предмет электродинамики включает связь электрических и магнитных явлений, электромагнитное излучение (в разных условиях, как свободное, так и в разнообразных случаях взаимодействия с веществом), электрический ток (вообще говоря, переменный) и его взаимодействие с электромагнитным полем (электрический ток может быть рассмотрен при этом как совокупность движущихся заряженных частиц). Любое электрическое и магнитное взаимодействие между заряженными телами рассматривается в современной физике как осуществляющееся посредством электромагнитного поля, и, следовательно, также является предметом электродинамики.
Чаще всего под термином электродинамика по умолчанию понимается классическая электродинамика, описывающая только непрерывные свойства электромагнитного поля посредством системы уравнений Максвелла; для обозначения современной квантовой теории электромагнитного поля и его взаимодействия с заряженными частицами обычно используется устойчивый термин квантовая электродинамика. Термин «электродинамика» ввёл Андре-Мари Ампер, опубликовавший в 1823 году работу «Конспект теории электродинамических явлений».

## Основные понятия
Основные понятия, которыми оперирует электродинамика, включают в себя:
- Электромагнитное поле — это основной предмет изучения электродинамики, вид материи, проявляющийся при взаимодействии с заряженными телами. Исторически разделяется на два поля:
  - Электрическое поле — создаётся любым заряженным телом или переменным магнитным полем, оказывает воздействие на любое заряженное тело.
  - Магнитное поле — создаётся движущимися заряженными телами, заряженными частицами, имеющими спин, и переменными электрическими полями, оказывает воздействие на движущиеся заряды и заряженные тела, имеющие спин. (Понятие спина в обменном взаимодействии тождественных частиц учитывается в квантовой механике и представляет собой чисто квантовый эффект, исчезающий при предельном переходе к классической механике.)
- Электрический заряд — это свойство тел, позволяющее им взаимодействовать с электромагнитными полями: создавать эти поля, будучи их источниками, и подвергаться (силовому) действию этих полей.
- Электромагнитный потенциал — 4-векторная физическая величина, полностью определяющая распределение электромагнитного поля в пространстве. В трехмерной формулировке электродинамики из него выделяют:
  - Скалярный потенциал — временна́я компонента 4-вектора
  - Векторный потенциал — трёхмерный вектор, образованный оставшимися компонентами 4-вектора.
- Вектор Пойнтинга — векторная физическая величина, имеющая смысл плотности потока энергии электромагнитного поля.

## Основные уравнения
Основными уравнениями, описывающими поведение электромагнитного поля и его взаимодействие с заряженными телами являются:
- Уравнения Максвелла, определяющие поведение свободного электромагнитного поля в вакууме и среде, а также генерацию поля источниками. Среди этих уравнений можно выделить:
  - Теорема Гаусса (закон Гаусса) для электрического поля, определяющая генерацию электростатического поля зарядами.
  - Закон замкнутости силовых линий магнитного поля (соленоидальности магнитного поля); он же — закон Гаусса для магнитного поля.
  - Закон индукции Фарадея, определяющий генерацию электрического поля переменным магнитным полем.
  - Закон Ампера — Максвелла — теорема о циркуляции магнитного поля с добавлением токов смещения, введённых Максвеллом, определяет генерацию магнитного поля движущимися зарядами и переменным электрическим полем.
- Выражение для силы Лоренца, определяющее силу, действующую на заряд, находящийся в электромагнитном поле.
- Закон Джоуля — Ленца, определяющий величину тепловых потерь в проводящей среде с конечной проводимостью, при наличии в ней электрического поля.

Частными уравнениями, имеющими особое значение являются:
- Закон Кулона — в электростатике — закон, определяющий электрическое поле (напряженность и/или потенциал) точечного заряда; также законом Кулона называется и сходная формула, определяющая электростатическое взаимодействие (силу или потенциальную энергию) двух точечных зарядов.
- Закон Био — Савара — Лапласа — в магнитостатике — основной закон, описывающий порождение магнитного поля током (аналогичен по своей роли в магнитостатике закону Кулона в электростатике).
- Закон Ампера, определяющий силу, действующую на элементарный ток, помещённый в магнитное поле.
- Теорема Пойнтинга, выражающая собой закон сохранения энергии в электродинамике.
- Закон сохранения заряда.

## Содержание электродинамики
Основным содержанием классической электродинамики является описание свойств электромагнитного поля и его взаимодействия с заряженными телами (заряженные тела «порождают» электромагнитное поле, являются его «источниками», а электромагнитное поле в свою очередь действует на заряженные тела, создавая электромагнитные силы). Это описание, кроме определения основных объектов и величин, таких как электрический заряд, электрическое поле, магнитное поле, электромагнитный потенциал, сводится к уравнениям Максвелла в той или иной форме и формуле силы Лоренца, а также затрагивает некоторые смежные вопросы (относящиеся к математической физике, приложениям, вспомогательным величинам и вспомогательным формулам, важным для приложений, как например вектор плотности тока или эмпирический закона Ома). Также это описание включает вопросы сохранения и переноса энергии, импульса, момента импульса электромагнитным полем, включая формулы для плотности энергии, вектора Пойнтинга и т. п.
Иногда под электродинамическими эффектами (в противоположность электростатике) понимают те существенные отличия общего случая поведения электромагнитного поля (например, динамическую взаимосвязь между меняющимися электрическим и магнитным полем) от статического случая, которые делают частный статический случай гораздо более простым для описания, понимания и расчётов.

## Специальные разделы электродинамики
- Электростатика описывает свойства статического (не меняющегося со временем или меняющегося достаточно медленно, чтобы «электродинамическими» эффектами можно было пренебречь, то есть, когда в уравнениях Максвелла можно отбросить, из-за их малости, члены с производными по времени) электрического поля и его взаимодействия с электрически заряженными телами (электрическими зарядами), которые также неподвижны или движутся с достаточно малыми скоростями (или, быть может, если есть и быстро движущиеся заряды, но они достаточно малы по величине), чтобы создаваемые ими поля можно было приближенно рассматривать как статические. Обычно при этом подразумевается и отсутствие (или пренебрежимая малость) магнитных полей.[2]
- Магнитостатика исследует постоянные токи (и постоянные магниты) и постоянные магнитные поля (поля не меняются во времени или меняются настолько медленно, что быстротой этих изменений в расчёте можно пренебречь), а также их взаимодействие.
- Электродинамика сплошных сред рассматривает поведение электромагнитных полей в сплошных средах.
- Релятивистская электродинамика рассматривает электромагнитные поля в движущихся средах.

## Прикладное значение
Электродинамика лежит в основе физической оптики, физики распространения радиоволн, а также пронизывает практически всю физику, так как почти во всех разделах физики приходится иметь дело с электрическими полями и зарядами, а часто и с их нетривиальными быстрыми изменениями и движениями. Кроме того, электродинамика является образцовой физической теорией (и в классическом и в квантовом своём варианте), сочетающей очень большую точность расчётов и предсказаний с влиянием теоретических идей, родившихся в её области, на другие области теоретической физики.
Электродинамика имеет огромное значение в технике и лежит в основе: радиотехники, электротехники, различных отраслей связи и радио.

## История
Первым доказательством связи электрических и магнитных явлений стало экспериментальное открытие Эрстедом в 1819—1820 порождения магнитного поля электрическим током. Он же высказал идею о некотором взаимодействии электрических и магнитных процессов в пространстве, окружающем проводник, однако в довольно неясной форме.
В 1831 году Майкл Фарадей экспериментально открыл явление и закон электромагнитной индукции, ставшие первым ясным свидетельством непосредственной динамической взаимосвязи электрического и магнитного полей. Он же разработал (применительно к электрическому и магнитному полям) основы концепции физического поля и некоторые базисные теоретические представления, позволяющие описывать физические поля, а также 1832 году предсказал существование электромагнитных волн.
В 1864 году Дж. К. Максвелл впервые опубликовал полную систему уравнений «классической электродинамики», описывающую эволюцию электромагнитного поля и его взаимодействие с зарядами и токами. Он высказал теоретически обоснованное предположение о том, что свет является электромагнитной волной, то есть объектом электродинамики.
В 1895 году Лоренц внёс существенный вклад в построение классической электродинамики, описав взаимодействие электромагнитного поля с (движущимися) точечными заряженными частицами. Это позволило ему вывести преобразования Лоренца. Он же первым заметил, что уравнения электродинамики противоречат ньютоновской физике.
В 1905 году А. Эйнштейн публикует работу «К электродинамике движущихся тел», в которой формулирует специальную теорию относительности. Теория относительности, в отличие от ньютоновской физики, находится в полном согласии с классической электродинамикой и логически завершает её построение, позволив создать её ковариантную формулировку в пространстве Минковского через 4-потенциал и 4-тензор электромагнитного поля.
В середине XX века была создана квантовая электродинамика — одна из наиболее точных физических теорий, служащая фундаментом и образцом для всех современных теоретических построений в физике элементарных частиц.